# Gfrill (Tisens)
Gfrill (italienische Bezeichnung: Caprile) ist eine Fraktion der Gemeinde Tisens in Südtirol. Die Ortschaft liegt im Burggrafenamt westlich über dem Etschtal auf etwa 1050 m Meereshöhe. Verkehrstechnisch ist sie durch die SS 238 erschlossen, die von Lana auf den Gampenpass führt.
Der Ortsname ist im Jahr 1228 mit einem gewissen Trautmann de Cavrilla ersturkundlich bezeugt und auf die lateinische Bezeichnung 'caprile' für „Schafstall“ zurückzuführen, was auf vieh- und weidewirtschaftliche Nutzung des Gebiets ab dem Spätmittelalter schließen lässt. 1375 ist in einer Urkunde des Heiliggeistspitals Bozen ein Toldo de Kafrill genannt.
Sehenswert ist die ursprünglich romanische Kirche St. Nikolaus in Gfrill, die im 16. und 17. Jahrhundert mit einem steingerahmten Portal und einem Kreuzgratgewölbe über Steinpfeilern erweitert wurde; der Turm weist zwei Reihen von Spitzbogenfenstern (die untere nachträglich vermauert) und einen niedrigen Viereckhelm auf.